# Clasificación Asia-Oceanía para la Copa Mundial de Rugby de 1991
La clasificación Asia-Oceanía para la Copa Mundial de Rugby de 1991 fue una serie de partidos internacionales disputados por las selecciones nacionales masculinas pertenecientes a la confederación asiática y oceanica.
La región contó con dos cupos directos a la Copa Mundial de Rugby de 1991, las selecciones de Australia, Fiyi y Nueva Zelanda no participaron ya que obtuvieron su clasificación al avanzar a los cuartos de final de la edición 1987.

## Fase 1
| Pos | Selección     |
| --- | ------------- |
| 1   | Corea del Sur |
| 2   | Japón         |
| 3   | Hong Kong     |
| 4   | China Taipéi  |
| 5   | Sri Lanka     |
| 6   | Tailandia     |
| 7   | Malasia       |
| 8   | Singapur      |

## Fase Final
|  | Clasifica a la RWC 1991. |

| Pos. | Equipo           | Encuentros | Encuentros | Encuentros | Encuentros | Tantos  | Tantos    | Tantos     | Puntos totales |
| Pos. | Equipo           | jugados    | ganados    | empatados  | perdidos   | a favor | en contra | diferencia | Puntos totales |
| ---- | ---------------- | ---------- | ---------- | ---------- | ---------- | ------- | --------- | ---------- | -------------- |
| 1.°  | Samoa Occidental | 3          | 3          | 0          | 0          | 123     | 21        | +102       | 9              |
| 2.°  | Japón            | 3          | 2          | 0          | 1          | 65      | 63        | +2         | 7              |
| 3.°  | Tonga            | 3          | 1          | 0          | 2          | 64      | 62        | +2         | 5              |
| 4.°  | Corea del Sur    | 3          | 0          | 0          | 3          | 39      | 145       | -106       | 3              |

### Desarrollo
| 8 de abril de 1990 | Japón | 28 - 16 | Tonga | Tokio, Japón |  |

| 8 de abril de 1990 | Samoa Occidental | 74 - 7 | Corea del Sur | Tokio, Japón |  |

| 11 de abril de 1990 | Japón | 26 - 10 | Corea del Sur | Tokio, Japón |  |

| 11 de abril de 1990 | Samoa Occidental | 12 - 3 | Tonga | Tokio, Japón |  |

| 15 de abril de 1990 | Samoa Occidental | 37 - 11 | Japón | Tokio, Japón |  |

| 15 de abril de 1990 | Tonga | 45 - 22 | Corea del Sur | Tokio, Japón |  |